# Physconia leucoleiptes
Physconia leucoleiptes är en lavart som först beskrevs av Edward Tuckerman, och fick sitt nu gällande namn av Essl. Physconia leucoleiptes ingår i släktet Physconia och familjen Physciaceae.   Inga underarter finns listade i Catalogue of Life.